# Täublingsregel

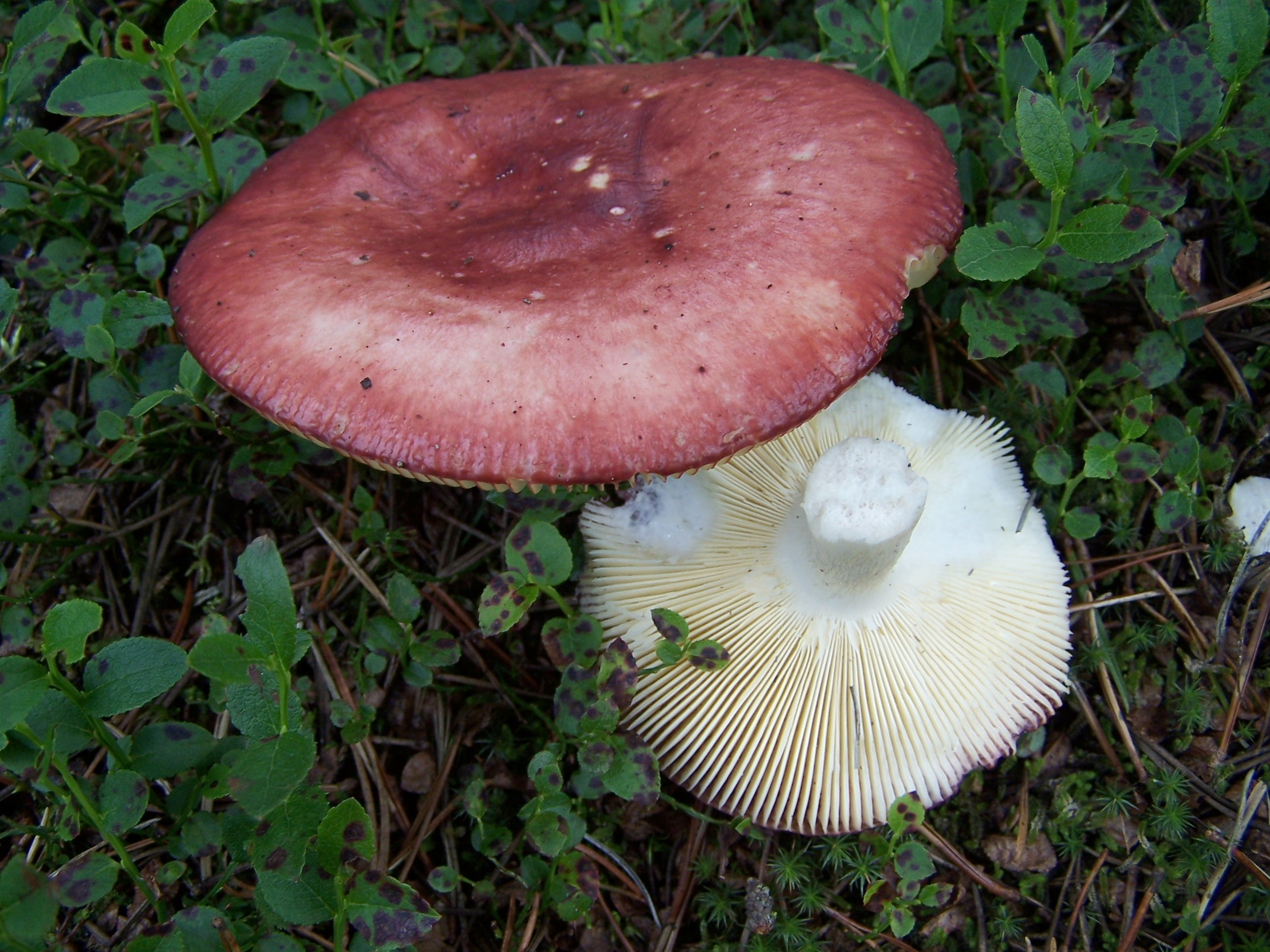
Der mild schmeckende Apfel-Täubling (Russula paludosa), ein Speisepilz.

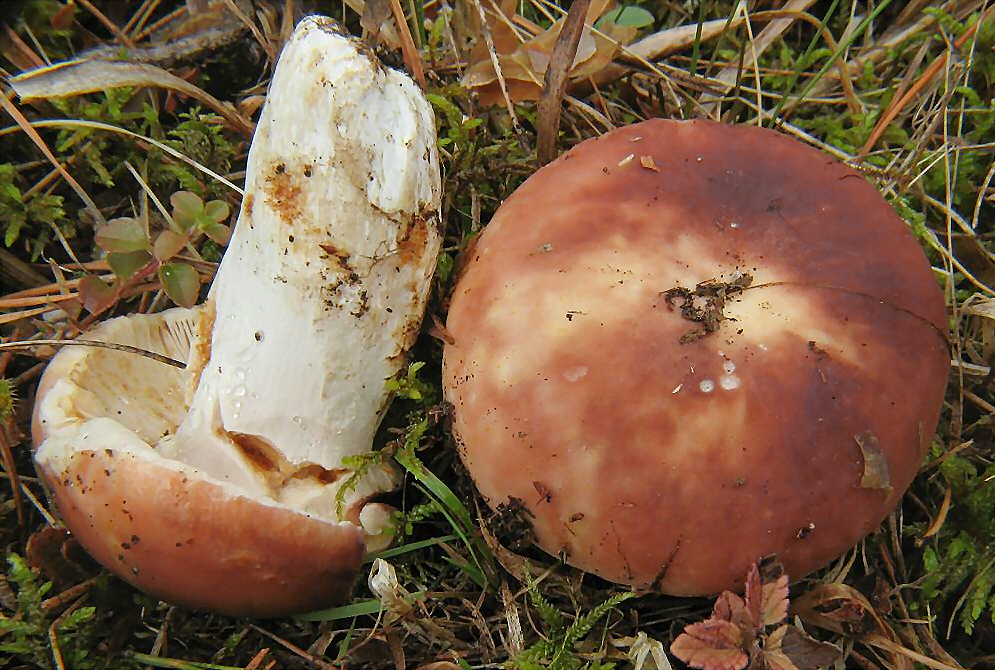
Russula vesca, der Fleischrote Speise-Täubling, schmeckt mild und gehört zu den häufigsten essbaren Pilzen. Die Täublingsregel ermöglicht die einfache Unterscheidung der giftigen Spei-Täublinge von den genießbaren Speise-Täublingen, selbst wenn es sich um sehr ähnlich aussehende Arten handelt.

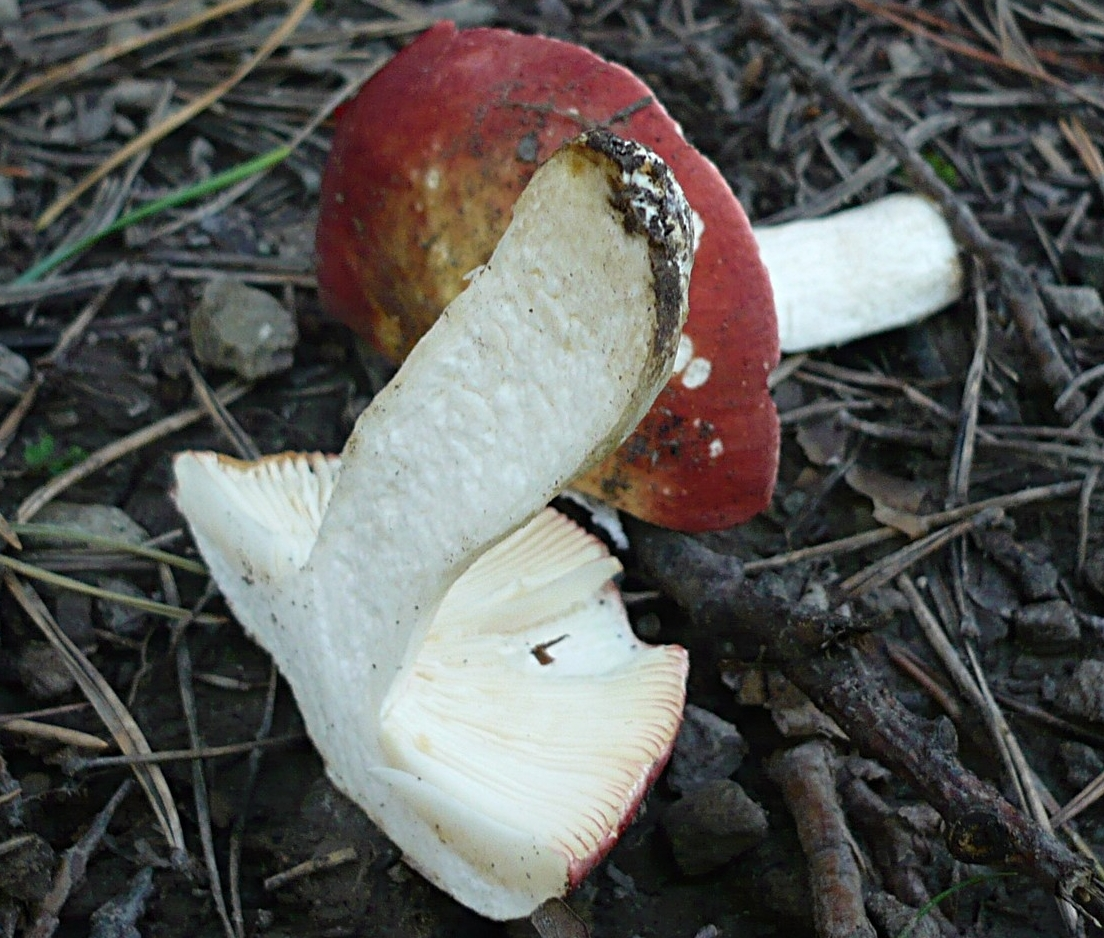
Bitterer Zinnober-Täubling (Russula amarissima), ungenießbar.

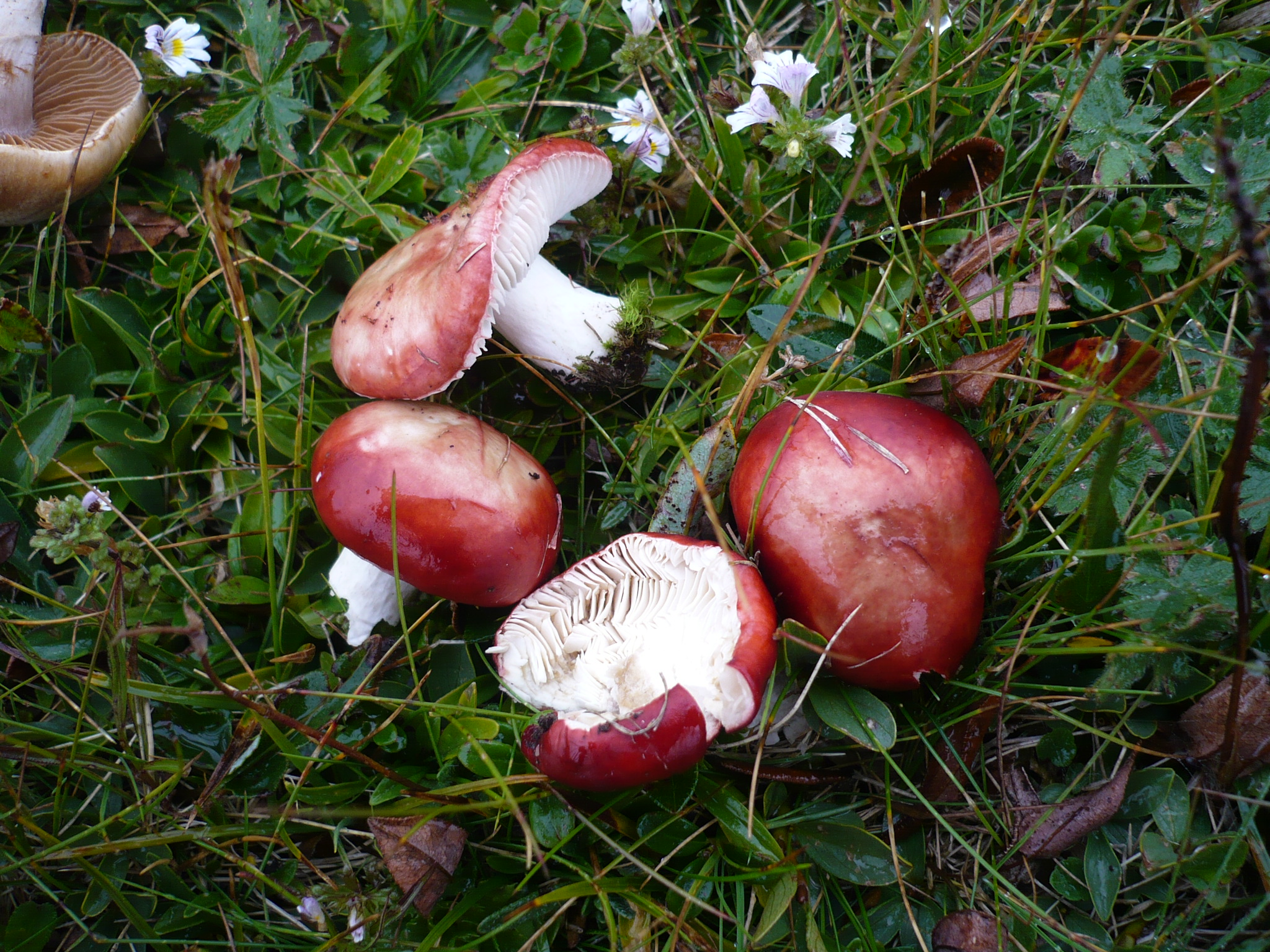
Der giftige Hochgebirgs-Spei-Täubling (Russula nana) schmeckt wie alle Spei-Täublinge sehr scharf.

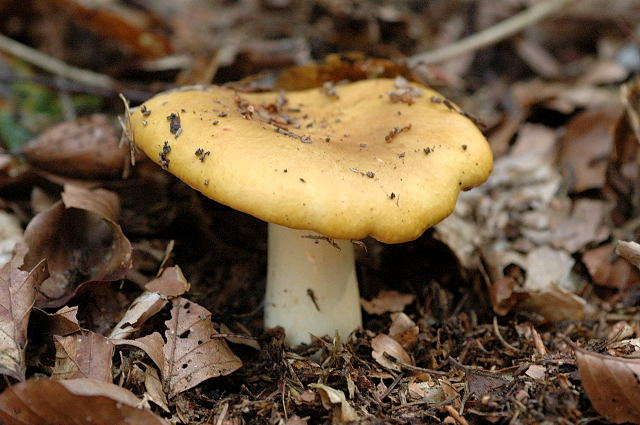
Der ungiftige Ocker-Täubling Russula ochroleuca schmeckt nur in den Lamellen scharf. Sein Wert als Speisepilz ist umstritten. Er wird auch als Zitronen-Täubling bezeichnet.

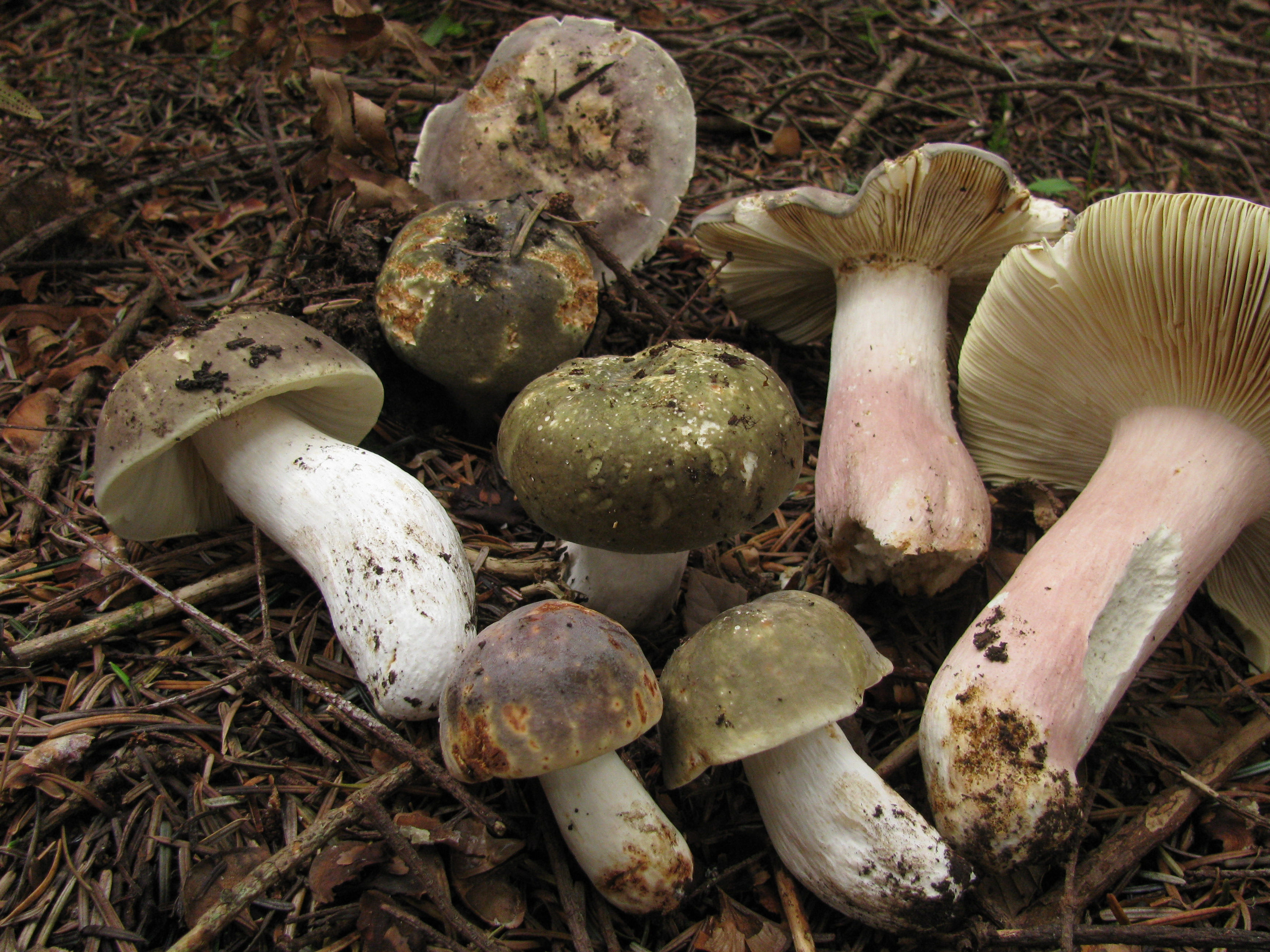
Russula olivacea, der Rotstielige Leder-Täubling, stellt eine Ausnahme von der Täublingsregel dar.

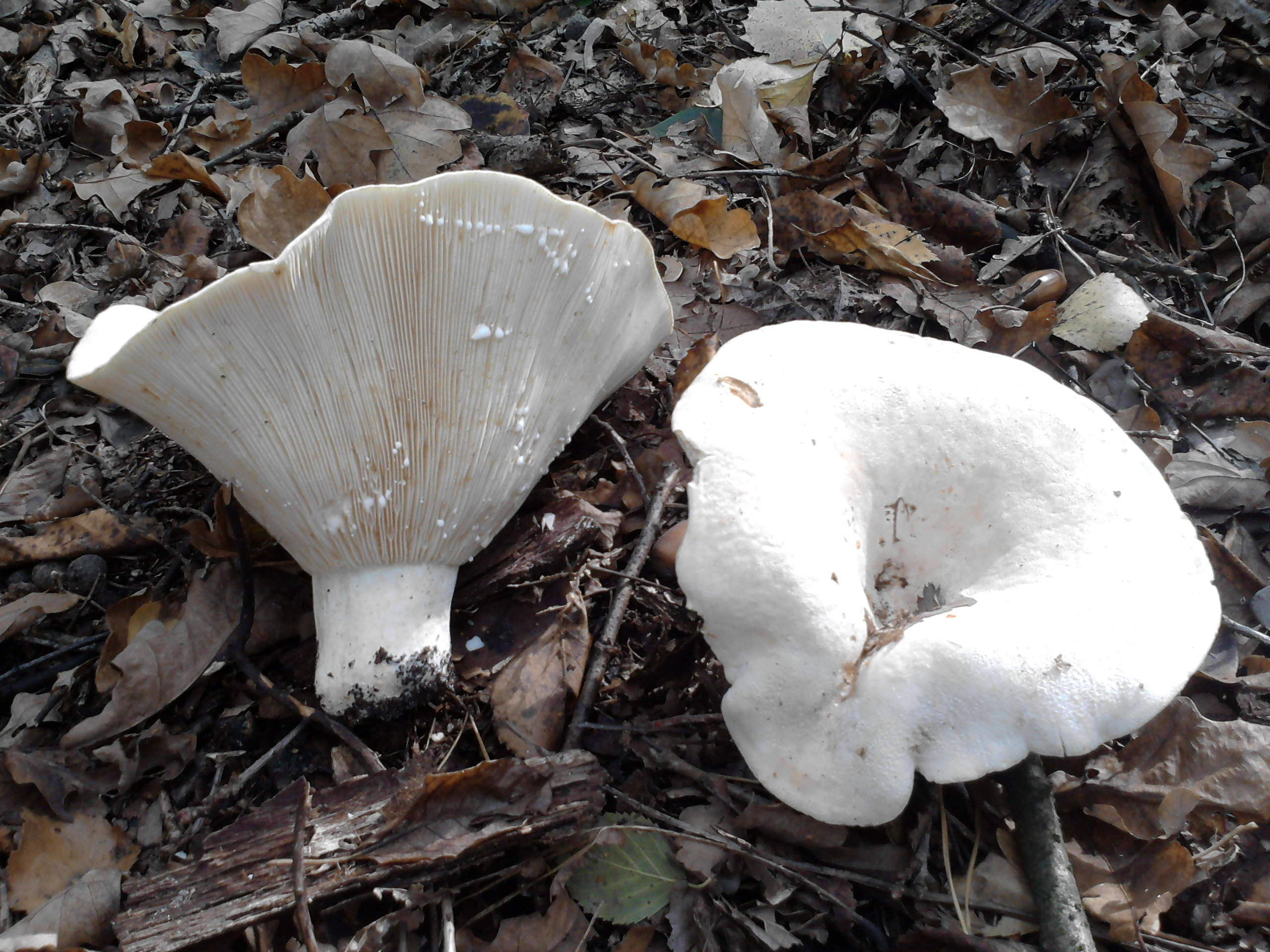
Wolliger Milchling (Lactarius vellereus). Auch dieser in Mitteleuropa als ungenießbar angesehene Pilz zeichnet sich durch brennend scharfen Geschmack aus.

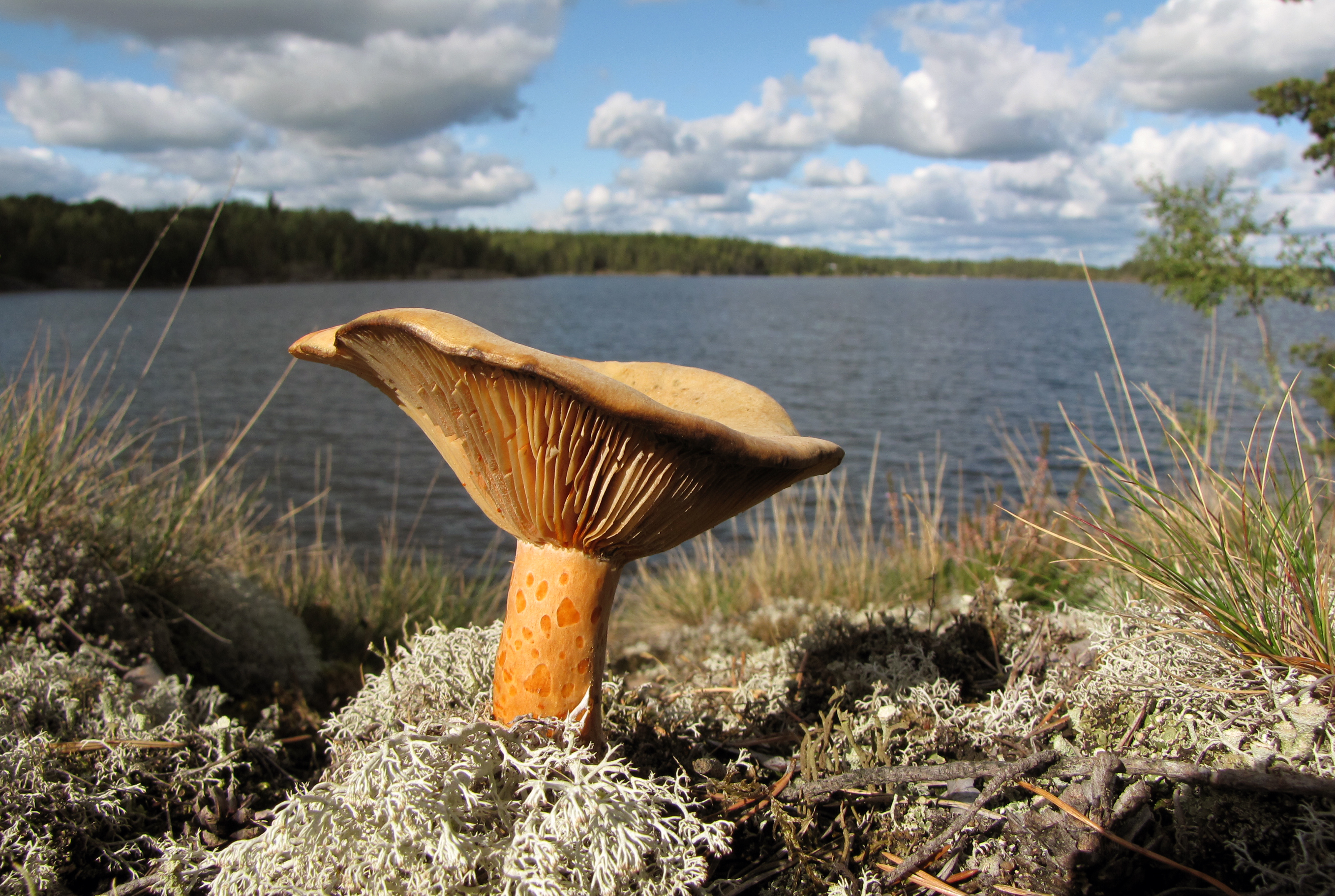
Der Edel-Reizker (Lactarius deliciosus) schmeckt mild und ist ein geschätzter Speisepilz unter den Milchlingen.

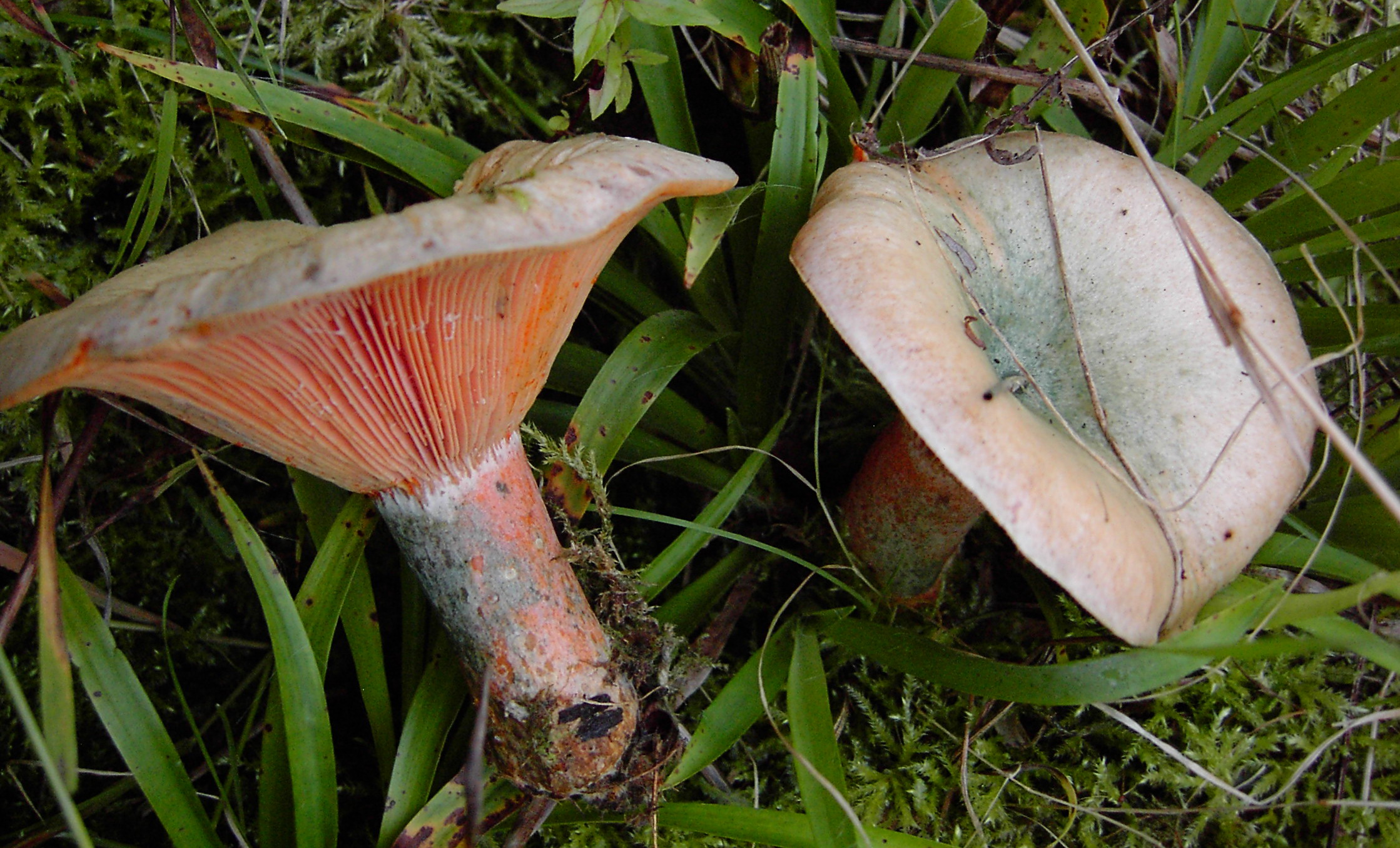
Der Fichten-Reizker (Lactarius deterrimus) schmeckt leicht bitter, ist aber entgegen der Täublingsregel ein Speisepilz.

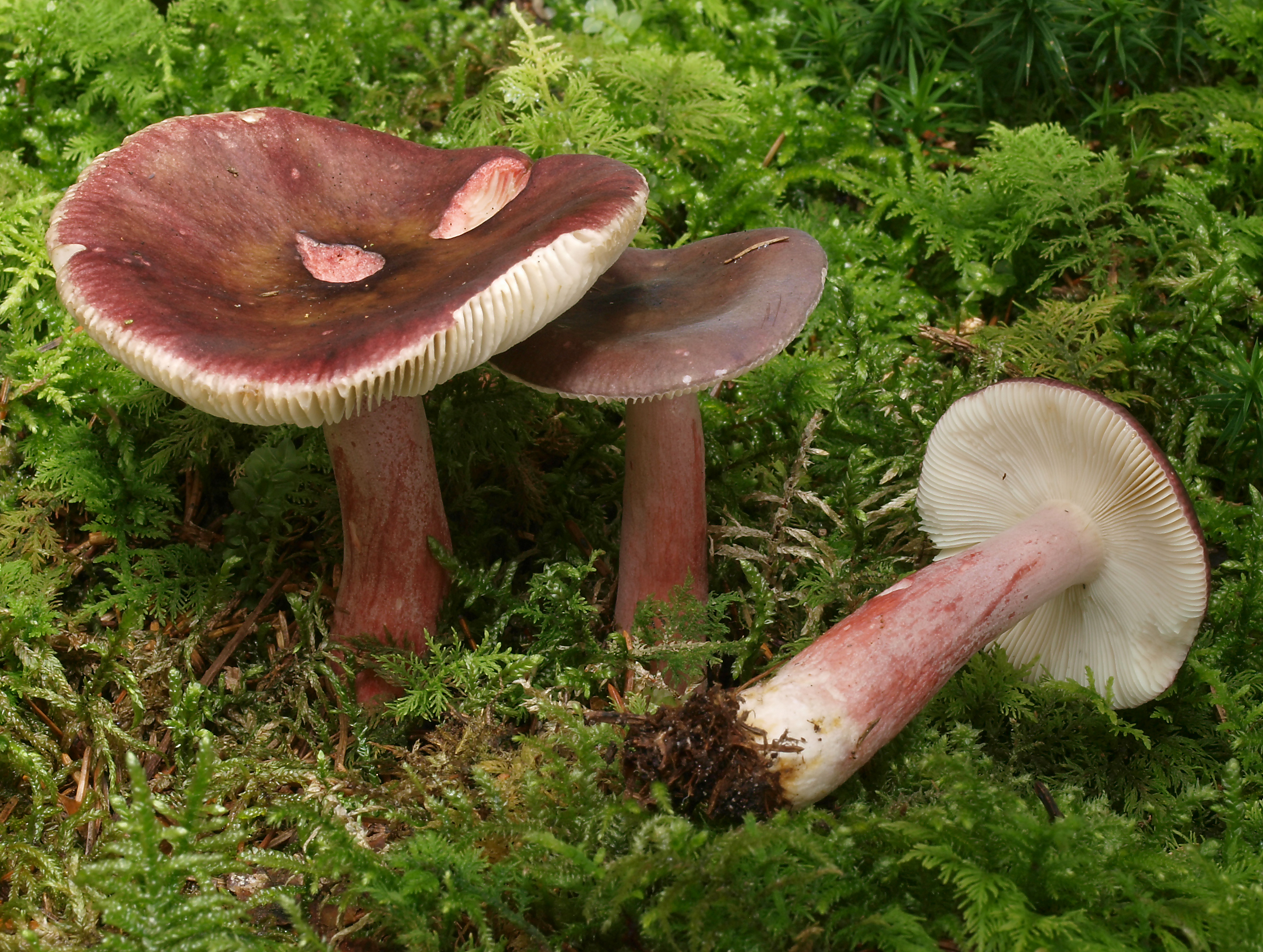
Der Stachelbeer-Täubling (Russula queletii) hingegen duftet angenehm, ist aber durch den sehr scharfen Geschmack ungenießbar und giftverdächtig, womit er der Täublingsregel folgt.

Die Täublingsregel ist eine mykologische Richtlinie zur Unterscheidung essbarer von ungenießbaren oder giftigen Pilzen der Täublinge (Gattung Russula) und Milchlinge (Gattungen Lactarius und Lactifluus) in Mitteleuropa.

## Aussage
Beim Zerkauen kleiner Mengen rohen Pilzfleisches schmecken essbare, in Mitteleuropa heimische Arten der Gattungen Russula, Lactarius und Lactifluus mild, während scharf und/oder bitter schmeckende Arten giftig und/oder ungenießbar sind.

## Anwendbarkeit
Die Anwendung der Täublingsregel setzt zwingend voraus, dass der fragliche Pilz zweifelsfrei als Milchling oder Täubling identifiziert ist. Auf andere Pilzgattungen darf sie unter keinen Umständen angewendet werden; da zahlreiche Giftpilze mild schmecken, besteht bei fehlerhaftem Gebrauch der Regel das Risiko schwerer, schlimmstenfalls tödlicher Pilzvergiftungen.
Beispielsweise kann der essbare Grüne Speise-Täubling mit dem Grünen Knollenblätterpilz, dessen lebensbedrohliches Gift sich nicht durch Schärfe verrät, verwechselt werden.
Da alle täublingsverwandten Pilze einschließlich der Milchlinge und der Täublinge selbst Mykorrhizapilze sind, ist ihr Vorkommen auf die unmittelbare Nähe zu Bäumen beschränkt. Nicht in Baumnähe wachsende Pilze können mithin weder Täublinge noch Milchlinge sein. Für solche Pilze ist die Nutzung der Täublingsregel ohne Ausnahme ausgeschlossen.

## Sicherheitsempfehlungen
Bei der Anwendung der Täublingsregel sollten mehrere Sicherheitsratschläge und wenige Ausnahmen beachtet werden:
- In Gebieten, in denen das Vorkommen des Fuchsbandwurms nicht ausgeschlossen werden kann, sind Kostproben roher Pilze wegen der Infektionsgefahr gänzlich zu unterlassen. Informationen hierzu sind beim örtlichen Forstamt erhältlich.[2]

- Die Kostprobe soll unabhängig vom Resultat nicht verschluckt, sondern nach dem Zerkauen wieder ausgespuckt werden; selbst Speisepilze können in rohem Zustand zu Verdauungsstörungen führen.[3] Eine Ausnahme hiervon bildet der essbare Brätling, für den die Täublingsregel gilt.[1]

- Nur sorgfältig gereinigte Pilzproben sollten gekostet werden, besonders wenn es sich um Wildpilze handelt. Exemplare mit Zeichen von Fäulnis oder Madenbefall sowie Pilze aus der Nähe von Straßenrändern oder Müllkippen koste man nicht.

- Zu beachten ist, dass kurz nach dem Kosten sehr scharfer oder stark bitterer Pilze feinere Geschmacksunterschiede nicht mehr festgestellt werden können, was vorübergehend das Ergebnis nachfolgender Proben verfälschen kann.[1]

## Ausnahmen
- Die in Japan und Taiwan vorkommende Täublingsart Nisekurohatsu (Russula subnigricans) schmeckt mild oder nur schwach bitter, kann also durch die Täublingsregel nicht sicher als giftig erkannt werden. Der Verzehr kann bei empfindlichen Personen zu einer potenziell tödlichen, durch Cycloprop-2-en-carbonsäure verursachten Rhabdomyolyse führen; der Nisekurohatsu wurde als einziger Täubling als Ursache tödlicher Pilzvergiftungen erkannt.[4][5] Daher sollte die Täublingsregel nur auf mitteleuropäische Arten angewendet werden.

- Bestimmte Täublinge und Milchlinge, die wie der Fichten-Reizker nur schwach bitter oder wie der Ockertäubling nur in den Lamellen scharf schmecken, können trotz dieser Ergebnisses genießbar sein, wenn auch nicht von bester Qualität. Andere Täublinge und Milchlinge mit ähnlichen oder unklaren Probeergebnissen verzehre man nicht.[1]
- Einige scharfe Milchlinge wie der Birken-Milchling sowie der Rotbraune und der Olivbraune Milchling werden in Osteuropa nach mehrfachem Wässern, Abbrühen und Entsorgung des Kochwassers verzehrt, während sie im übrigen Verbreitungsgebiet, in Übereinstimmung mit der Täublingsregel, als Giftpilze gelten und nicht verwendet werden.[6]

- Der milde Rotstielige Leder-Täubling Russula olivacea verhält sich zwar nach der Täublingsregel wie ein Speisepilz und wird auch in den meisten Fällen gut vertragen, kann aber in Einzelfällen zu vergiftungsähnlichen Unverträglichkeitsreaktionen führen und sollte deshalb gemieden werden. Auf den nahe verwandten, ebenfalls milden Weißstieligen Leder-Täubling Russula rommelii kann die Täublingsregel hingegen ohne Bedenken angewendet werden.[7]
- Der milde Maggipilz (Lactarius helvus) kann zwar pulverisiert in geringen Mengen als Würzpilz verwendet werden, ist in größeren Mengen jedoch schwach giftig.

## Chemischer Hintergrund
Scharf oder bitter schmeckende Täublinge und Milchlinge verdanken ihren Geschmack den Pilzgiften Velleral und Necatoron, die bei Verzehr mutagen wirken und zu schweren Verdauungsstörungen führen.

## Der Täublingsregel unterliegende Pilzarten
Verzeichnisse von Pilzarten, auf welche die Täublingsregel Anwendung findet:

### Täublinge
- Kategorie:Täublinge (deutsche Namen)
- Kategorie:Russula (wissenschaftliche Namen)
- Liste von Täublingen (wissenschaftliche Namen)

### Milchlinge
- Kategorie:Milchlinge (deutsche Namen)
- Kategorie:Lactarius (wissenschaftliche Namen)
- Kategorie:Milchlinge (Lactifluus) (deutsche Namen)
- Kategorie:Lactifluus (wissenschaftliche Namen)

Zu den Milchlingen zählen auch sämtliche Reizker. Unter ihnen ist kein ungenießbarer oder giftiger Pilz bekannt geworden, es gibt allerdings einige herb bis bitter schmeckende Arten wie den Fichten-Reizker, deren Wert als Speisepilze gering ist.
Die oben genannten Ausnahmen und Sicherheitsempfehlungen sind bei der Nutzung der genannten Listen und Kategorien zu beachten.

## Hinweis
Kenntnis und Gebrauch der Täublingsregel ersetzen nicht die allgemeinen Regeln für die Bestimmung und das Sammeln von Speisepilzen.